# Nová Dedina
Nová Dedina (Hongaars: Garamújfalu) is een Slowaakse gemeente in de regio Nitra, en maakt deel uit van het district Levice.
Nová Dedina telt 1.541 inwoners.